# グロース＝ゲーラウ郡
グロース＝ゲーラウ郡 (ドイツ語: Kreis Groß-Gerau) は、ドイツ連邦共和国ヘッセン州南部、ダルムシュタット行政管区に属す郡である。隣接する郡は、北はヴィースバーデン、マイン＝タウヌス郡およびフランクフルト・アム・マイン、東はオッフェンバッハ郡およびダルムシュタット＝ディーブルク郡、南はベルクシュトラーセ郡と境を接し、西はライン川が自然の郡境をなしている。対岸にあたるライン左岸はラインラント＝プファルツ州で、アルツァイ＝ヴォルムス郡、マインツ＝ビンゲン郡およびマインツが位置している。

## 地理
グロース＝ゲーラウ郡は、オーバーライン地溝帯に位置する。マイン川が北の、ライン川が西の郡境をなす。郡の大部分がヘッシシェス・リートに属す。
郡の最高地点はメルフェルデン近郊オーバーヴァルトベルクの閉鎖された塵芥処理場付近の 145 m である。最低地点はマイン川がライン川に注ぐ河口付近の 82 m である。

## 歴史

### ヘッセン大公国
現在の郡域は、古くからヘッセン＝ダルムシュタット方伯領、後のヘッセン大公国領に属していた。アムト・ドルンベルク、アムト・リュッセルスハイム、アムト・ケルスターバッハがその前身である。
ヘッセン大公国では、1820年12月17日のヘッセン大公国憲法発布後、1821年7月14日に大規模な行政改革がなされた。アムトに替わってラントラーツベツィルク（地方管区）が設けられ、シュタルケンブルク県内にドルンベルク地方管区が創設された。これが郡の原型となった。
1832年8月20日に布告された組織再編でグロース＝ゲーラウ郡が設けられた。1848年7月31日にグロース＝ゲーラウ郡とダルムシュタット郡、それにオッフェンバッハ郡の一部が合併してレギールンクスベツィルク（地域行政管区）が形成された。しかしこの行政形態は4年間しか機能せず、1852年5月12日に合併は解消された。
1874年にヘッセン大公国ではプロイセンをモデルとした郡組織の改革がなされ、新たな郡割りが行われた。この時シュタルケンブルク県に設けられた 7つの郡（ベンスハイム、ダルムシュタット、ディーブルク、エアバッハ、グロース＝ゲーラウ、ヘッペンハイム、オッフェンバッハ）は、その後 60年以上存続した。

### ヘッセン人民州
1918年の11月革命後、ヘッセン大公国は民主的な共和制を布いたヘッセン人民州に移行した。この名称は、国家社会主義者による権力掌握によって、1933年に民主制が瓦解した後も継続して用いられた。
1936年以後、ヘッセン人民州の県議会や郡議会が廃止された。1937年のシュタルケンブルク県、オーバーヘッセン県、ラインヘッセン県の解体に伴って1938年に郡の境界線の見直しがなされた。1938年11月1日に徹底的な地域再編が行われた。シュタルケンブルク、オーバーヘッセン、ラインヘッセンの各県に含まれる郡のうち 1つずつが廃止されることとなった。シュタルケンブルクでは、ベンスハイム郡がその対象となった。大部分がヘッペンハイム郡に編入され、この郡がベンスハイム郡の権限を引き継いだ。この郡はベルクシュトラーセ郡と改名された。また、グロース＝ゲーラウ郡はゲーラウ郡と改名された。その数ヶ月後にダルムシュタット、ギーセン、マインツ、オッフェンバッハ、ヴォルムスが都市郡として独立した。

### ヘッセン州
1945年末にアメリカ軍占領地域内に現在のヘッセン州が創設されても、それまで（人民州やヘッセン＝ナッサウ州）の郡割りに変更はなかった。ただしライン川によって占領地域が分離されたため、マインツとグンタースブルムの町域は分割されることとなった。両自治体のライン左岸に位置する中心部はヘッセンから分離され、フランス占領地域に属した。マインツのライン川右岸の市区とキューコプフのライン川右岸側は郡レベルでの再編が行われた。それまでマインツに属していたギンスハイムはグスタフスブルクとともに、ビショフスハイムは単独で（再び）独立した自治体としてグロース＝ゲーラウ郡に編入された。キューコプフはその大部分がシュトックシュタット・アム・ラインに合併された。残りの北部の小部分は対岸のエアフェルデンに統合された。
1970年代のヘッセン州の地域再編では、州内のほとんどの郡が隣接する郡と統廃合された。グロース＝ゲーラウ郡はその数少ない例外の一つで、手を加えることなく残された。北隣のマイン＝タウヌス郡とは対照的に、グロース＝ゲーラウ郡は郡境の大きな変更を 1度も受けなかった。郡は、北の郡境に面した平地をフランクフルト・アム・マイン、正確にはフランクフルト空港に貸与している。空港の南半分（離着陸滑走路の部分。ターミナルビルはフランクフルト・アム・マイン市内である）はヴァルドルフに属す。
本郡において地域再編は市町村レベルに限定された。合併により市町村の数は 14にまで減少した。これにより、郡行政が担当していた業務の一部を市町村に割り当てるのに適切な規模となった。
1975年にケルスターバッハは新たにフランクフルト周辺地域連合に加盟した。これはフランクフルト市内の地域的および自治体上の権限のいくつかを委託されていた。この周辺地域連合は、2001年にフランクフルト/ライン＝マイン産業集中地域計画連合に移行した。大都市郊外地域にあたる郡北部の全域がこれに含まれる。

### 人口推移
グロース＝ゲーラウ郡の人口推移を以下に示す。1998年以降はいずれも12月31日の数値である。
| 年   | 人口（人） |
| ---- | ---------- |
| 1852 | 28,525     |
| 1900 | 50,798     |
| 1920 | 62,920     |
| 1925 | 72,111     |
| 1933 | 69,948     |
| 1961 | 164,669    |
| 1970 | 213,589    |
| 1975 | 227,080    |

| 年   | 人口（人） |
| ---- | ---------- |
| 1980 | 233,145    |
| 1985 | 228,107    |
| 1990 | 234,845    |
| 2000 | 249,266    |
| 2005 | 251,905    |
| 2010 | 254,887    |
| 2015 | 266,042    |

## 行政

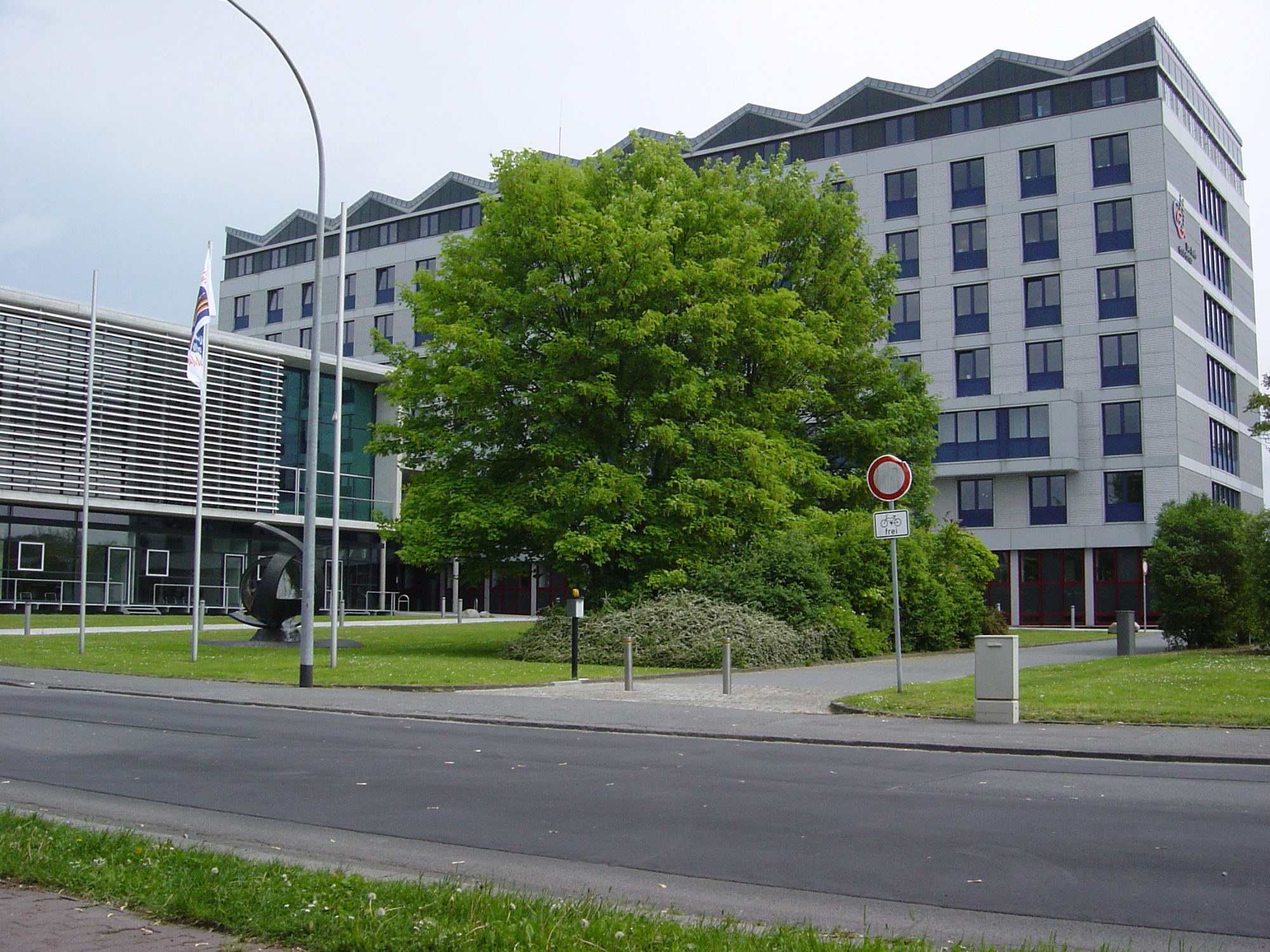
グロース＝ゲーラウ郡庁舎

### 郡議会
2021年3月14日に実施された郡議会議員選挙の結果は、以下の通りである。
| 政党                                | 得票率 | 議席数 |
| ----------------------------------- | ------ | ------ |
| SPD                                 | 28.1   | 20     |
| CDU                                 | 25.9   | 19     |
| Grüne                               | 18.5   | 13     |
| AfD                                 | 7.5    | 5      |
| Die Linke.Offene Liste              | 4.7    | 3      |
| 自由民主党 (ドイツ)\|FDP            | 4.7    | 3      |
| Freie Wähler Groß-Gerau             | 5.9    | 4      |
| PARTEI                              | 2.3    | 2      |
| Forum Neuer Kreis                   | 1.4    | 1      |
| Freie Wählergemeinschaft Groß-Gerau | 1.2    | 1      |
| 計                                  | 100.0  | 71     |
| 投票率                              | 47.7   | 47.7   |

### 郡委員会
郡委員会は、2013年現在、10人の委員からなり、郡の行政運営を担当している。委員長は、郡長のトーマス・ヴィル (SPD) が務めている。

### 郡長
第二次世界大戦後の郡長を列記する。
| 在職年 | 在職年   | 名前                       | 名前                 | 所属政党 |
| ------ | -------- | -------------------------- | -------------------- | -------- |
| 1945年 | 1945年   | W.L.グレプナー             | W. L. Grebner        |          |
| 1945年 | 1946年   | ヴィルヘルム・ハムマン     | Wilhelm Hammann      | KPD      |
| 1946年 | 1954年   | ヤーン・クリストフ・ハルト | Jean Christoph Harth | SPD      |
| 1954年 | 1963年   | ヴィルヘルム・ザイプ       | Wilhelm Seipp        | SPD      |
| 1964年 | 1970年   | アルフレート・シュミット   | Alfred Schmidt       | SPD      |
| 1970年 | 1992年   | ヴィリ・ブロット           | Willi Blodt          | SPD      |
| 1992年 | 2010年   | エンノ・ジール             | Enno Siehr           | SPD      |
| 2010年 | （現職） | トーマス・ヴィル           | Thomas Will          | SPD      |

1992年から18年間にわたって郡長を務めたエンノ・ジールは2010年に引退した。2010年2月7日の郡長選挙では、トーマス・ヴィル (SPD)、ウルズラ・クラフト (CDU)、ゲルト・シュールマイヤー (Die Linke) が戦い、トーマス・ヴィルが約 59 % の票を獲得して当選した。

### 紋章
図柄: 左右二分割。向かって左は、9回入れ替わる（つまり、10本の）赤と銀のストライプ、向かって右は銀地に2本の黒い横帯。その真ん中に小盾がある。小盾は青地で、銀の菱形が3つ（2:1の配置で）描かれている。紋章の認可は1967年1月25日になされた。
解説: 赤と銀のストライプは、ヘッセン州の紋章に使われているデザインである。黒の横帯は1600年までアムト・ケルスターバッハが所属していたイーゼンブルク伯の紋章から採られた。小盾は、1479年以前にこの地域が属していたドルンベルク家とそのカッツェルンボーゲン家系を象徴している。

## 交通
郡域を連邦アウトバーンA67号線（マンハイム - ダルムシュタット - メンヒホーフ・ジャンクション）とA60号線（リュッセルスハイム - ビンゲン）が通っており、また、A3号線（フランクフルト・ジャンクション - ヴィースバーデン・ジャンクション）、A5号線（ランゲン/メルフェルデン・インターチェンジ）、A671号線（マインスピッツ・ジャンクション - ヴィースバーデン）が数 km ずつ本郡をかすめている。さらに多くの連邦道、州道、郡道が本郡を通っており、その中には連邦道 B42号線（および旧B42号線の州道L3482号線）、B44号線、B486号線が含まれる。本郡は、フランクフルト空港に直接面しており、国外ともつながっている。

## 市町村
| 市 1. ゲルンスハイム (Gernsheim 11,006) 2. ギンスハイム＝グスタフスブルク (Ginsheim-Gustavsburg 17,143) 3. グロース＝ゲーラウ (Groß-Gerau 26,614) 4. ケルスターバッハ (Kelsterbach 17,365) 5. メルフェルデン＝ヴァルドルフ (Mörfelden-Walldorf 35,359) 6. ラウンハイム (Raunheim 16,564) 7. リートシュタット (Riedstadt 24,464) 8. リュッセルスハイム・アム・マイン (Rüsselsheim am Main 67,656) 特別市 町村 1. ビーベスハイム・アム・ライン (Biebesheim am Rhein 6,761) 2. ビショフスハイム (Bischofsheim 13,362) 3. ビュッテルボルン (Büttelborn 15,068) 4. ナウハイム (Nauheim 10,856) 5. シュトックシュタット・アム・ライン (Stockstadt am Rhein 6,332) 6. トレーブール (Trebur 13,162) 人口は、2023年12月31日現在の数値である。 |

訳注: 
1. ↑   特別市 (Sonderstatusstädte) とは、郡所属市でありながら、郡独立市に準ずる権限を有する市。ヘッセン州では、人口5万人から10万人の郡所属市がこれにあたり、7市が指定されている。

## 引用
1. 1 2  Hessisches Statistisches Landesamt: Bevölkerung in Hessen am 31.12.2023 (Landkreise, kreisfreie Städte und Gemeinden, Einwohnerzahlen auf Grundlage des Zensus 2011)]
2. ↑  Deutsche Verwaltungsgeschichte Land Hessen 1871 - 1945（2013年4月2日 閲覧）
3. ↑  “Das Großherzogthum Hessen nach Geschichte, Land, Volk, Staat und Oertlichkeit”. p. 326. 2021年8月10日閲覧。
4. ↑  Michael Rademacher. “Deutsche Verwaltungsgeschichte von der Reichseinigung 1871 bis zur Wiedervereinigung 1990. Kreis Groß-Gerau”. 2021年8月10日閲覧。
5. ↑  “Hessisches Statistisches Informationssystem”. 2021年8月10日閲覧。
6. ↑  “Endgültiges Ergebnis Der Kreiswahl am 14. März 2021 - Landkreis Groß-Gerau”.   Hessisches Statistisches Landesamt. 2021年8月10日閲覧。
7. ↑  Landräte des Kreises Groß-Gerau（2013年4月5日 閲覧）
8. ↑  2010年2月7日の郡長選挙結果、ヘッセン州統計局（2013年4月5日 閲覧）